# Jiří Vejdělek
Jiří Vejdělek (ur. 11 maja 1972 w Šluknovie) – czeski reżyser.

## Filmografia
- Wycieczkowicze (cz. Účastníci zájezdu, 2006)